# Llewellyn Jewitt

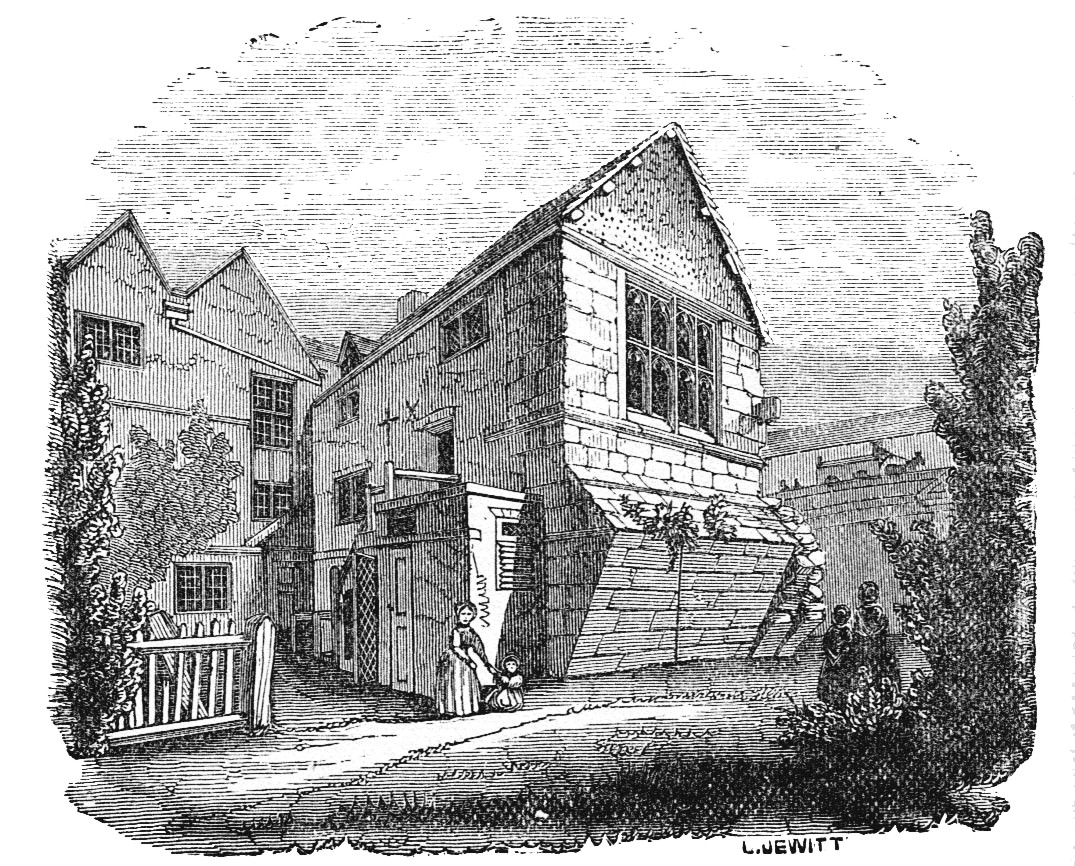
Capella de St. Mary Bridge, Derby.

Llewellyn Frederick William Jewitt (24 de novembre de 1816 - 5 de juny de 1886) va ser un destacat il·lustrador, gravador i científic natural anglès, autor de The Ceramic Art of Great Britain (1878). El seu material va ser prodigiós i va cobrir una gran varietat d'interessos.

## Biografia
Llewellyn va néixer a Kimberworth, Rotherham, el dissetè i últim fill de l'artista, autor i professor Arthur Jewitt i de la seva dona Martha. La seva educació, la qual s'acostava a la del seu pare, qui era mestre a la Kimberworth Endowed School, va començar a Duffield, Derbyshire.
El nadal de 1838 es va casar amb Elizabeth Sage, filla d'Isaac Sage of Derby. Va tornar ràpidament a Londres el mateix dia per no perdre el seu treball.
Des de 1839 fins a 1845 va ser contractat pel gravador Frederick William Fairholt, per il·lustrar les obres de Charles Knight, i contribuir amb el Pictorial Times, el Saturday Magazine, l'Illustrated London News i Punch. Va treballar al Palau de Buckingham el 1845, dibuixant les habitacions del palau per la preparació dels Interiors de Londres.
Entre 1849 i 1853 va ser cap de bibliotecari a la Biblioteca Pública de Plymouth. Després va tornar al Derbyshire per editar Derby Telegraph. El 1857, Llewellyn Jewitt va esdevenir secretari de la Derby Town and County Museum and Natural History Society i les instal·lacions van ser obertes al públic el dissabte matí. El 1858 la Derby Philosophical Society es va unir amb la Museum Society i es van traslladar a una casa a Wardwick, Derby. Jewitt va fundar el periòdic antiquari The Reliquary i en va ser editor fins a la seva mort el 1886. Va morir a The Hollies, a Duffield el 1886.
Jewitt era membre de la British Archaeological Association i va contribuir a la fundació de l'Associació Arqueològica de Derbyshire el 1878. Era també membre de la Societat d'Antiquaris de Londres, va escriure molts articles sobre antiquaris anglesos i topografia, i va editar el manual de turista Black's Guide to Derbyshire (1872).

## Obra
- The Stately Homes of England Jewitt, L. and Hall, S. C. (Filadèlfia 1878) 2 vols.
- The Ceramic Art of Great Britain (1878) per Llewellyn Jewitt.
- Un altre llibre per Llewellyn Jewitt (anglès)